# 老桥
老橋（義大利語：Ponte Vecchio，發音：ˈponte ˈvɛkkjo）是義大利佛羅倫斯市內一座中世紀建造的石造拱橋，橫跨在阿諾河上，橋上直到目前為止仍有商店存在。橋上的店鋪最初為肉鋪，現在則多半是珠寶店和旅遊紀念品販賣店。老橋也被認為是義大利現存最古老的石造封閉拱肩圓弧拱橋。天主聖三橋與恩宠桥皆位於老橋附近。老橋也是佛羅倫斯著名的地標之一。

## 歷史與建造

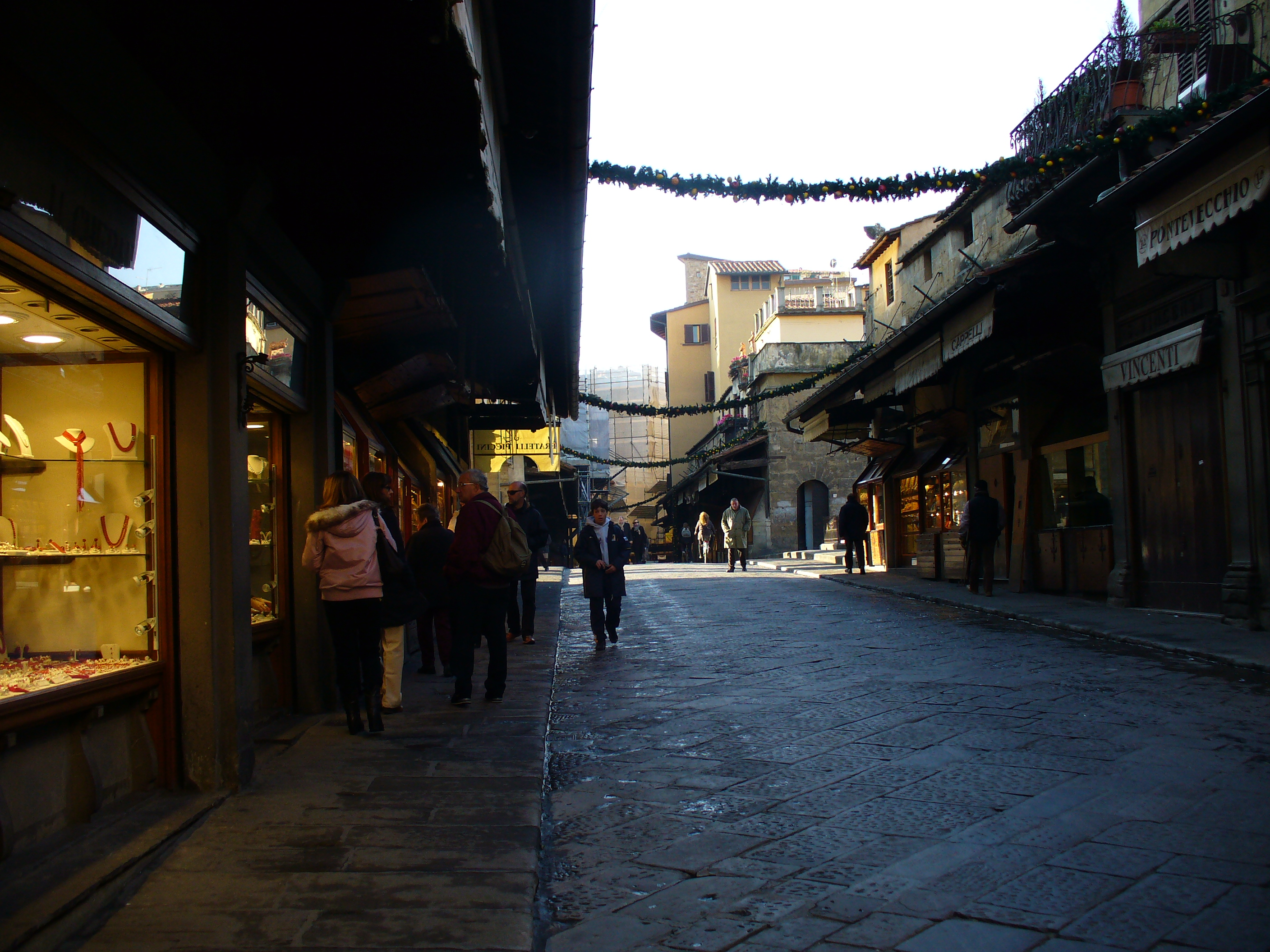
老橋上的商店

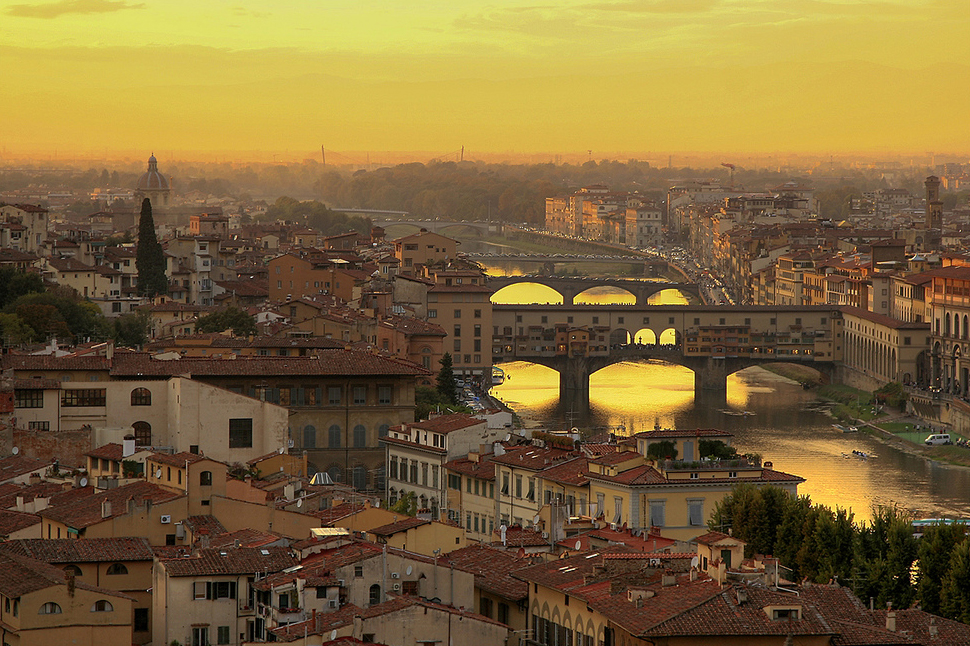
從米開朗基羅公園俯瞰佛羅倫斯，老橋位於中央偏右的位置

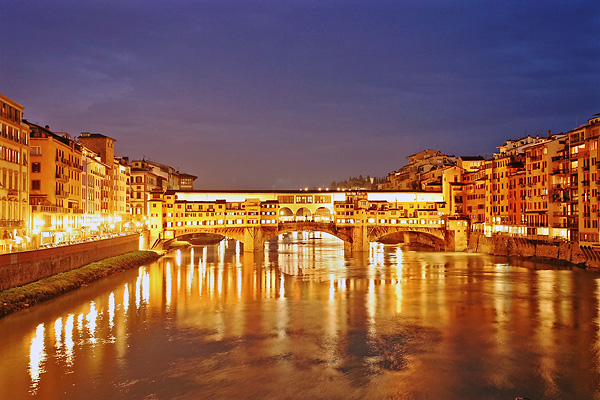
老橋的夜景

老橋橫跨在阿諾河河道最狹窄的地方，歷史學家認為古羅馬時代就曾經在這裡建造過橋梁，當時卡西亞道路經由此處通過阿諾河。羅馬時代的橋墩是石頭構成的，橋梁的上層建築則是木造的。這座橋首次出現在歷史文獻上是在996年，但是後來在1117年被洪水沖毀，於是被重建成石造橋梁。這座橋樑於1333年再度被洪水沖毀，佛羅倫斯當時的歷史學家乔瓦尼·维拉尼在著作《Nuova Cronica》中紀錄當時橋梁只剩下中央的2個橋墩。這座橋樑在1345年被重建完成，塔德奧·加迪後來重建橋梁則根據建築師喬爾喬·瓦薩里的記錄（他紀錄著該橋梁原先的設計方式）。

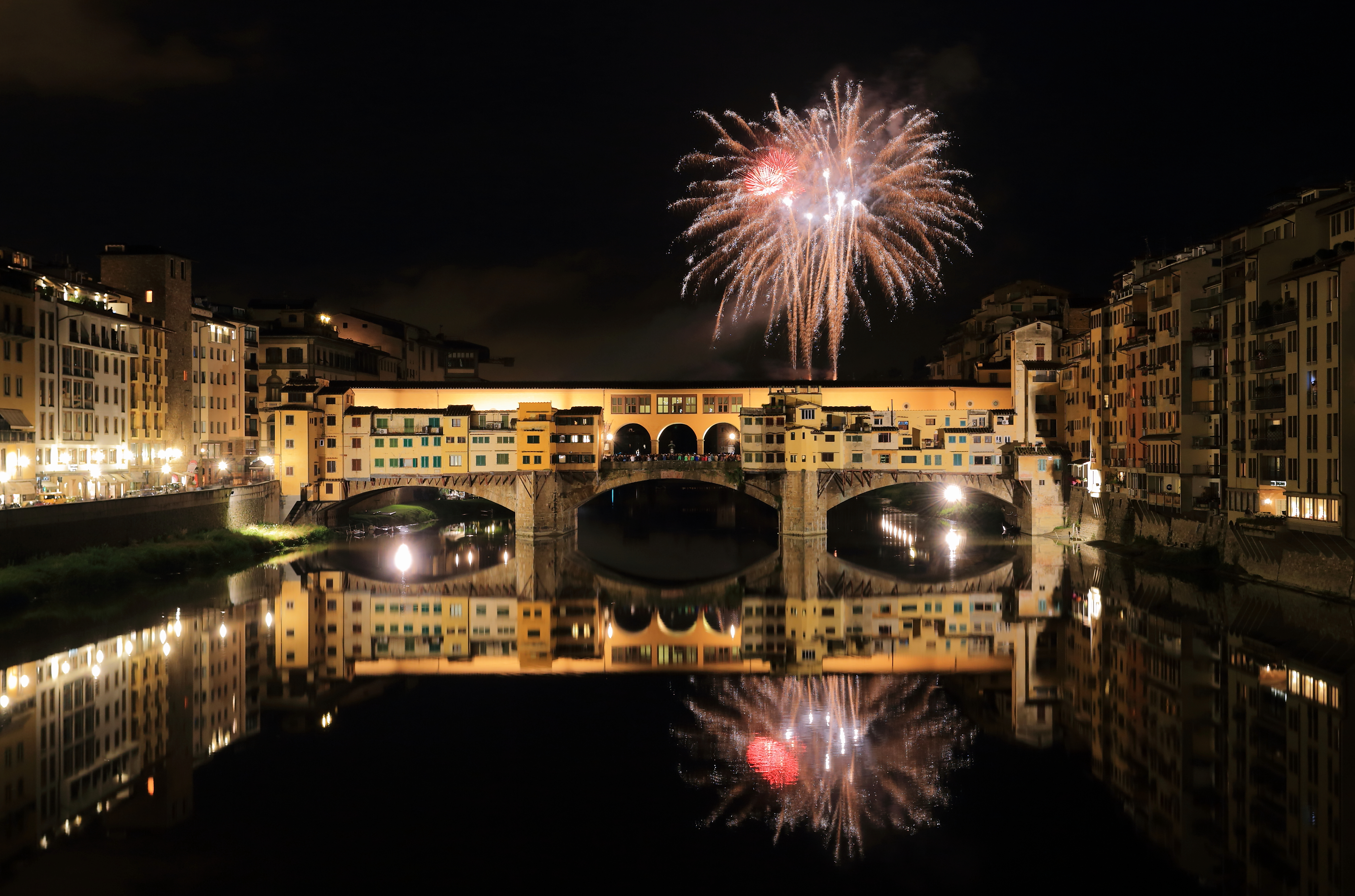
夜晚老桥上的焰火

這座橋樑可以分成3個部份，中央的橋拱跨度為30公尺（98英尺），兩側的橋拱則是27公尺（88英尺）。橋拱的高度介於3.5至4.4公尺（11½英尺至14½英尺）之間，上升幅度為5:1。
許多商店設立在老橋上，商人也經常出現在此，這些商業販售行為都需經由巴吉羅（Bargello，警察機構）的核准。人們從上游則可以見到17世紀時設立的商店。
與佛羅倫斯其他的橋樑不同的是，老橋在第二次世界大戰期間並沒有遭到德軍的破壞，據說這是因為希特勒所下達的命令。而德軍則在1944年8月4日撤出這座城市。目前老橋兩端遭到破壞的建築則已經重建完成，並混合著原先與現代的設計。
老橋在1966年阿諾河水患中曾經遭受到嚴重的破壞。

## 瓦薩利走廊
為了連接舊宮（佛羅倫斯市政廳）與彼提宮，科西莫一世在1565年委任乔尔乔·瓦薩里修建著名的瓦薩利走廊。瓦薩利走廊開始於舊宮南側，經過烏菲茲美術館南側，沿阿諾河北岸向西，然後穿過老橋。肉販屠夫組織從1442年開始壟斷橋樑上的商業活動。為了提升老橋的威望，美第奇大公在1593年禁止肉販在這裡營業，他們的原先設立商店立即被一些黃金商人所佔據。

## 觀光業
許多遊客會在老橋附近的地區在網上掛上掛鎖，特別是本韋努托·切利尼雕像附近的鐵路沿線。這是老橋近年來所流行的活動，雖然這在俄羅斯或是亞洲地區已有久遠的歷史。這種現象可能是老橋兩端的鎖店老闆的推銷方式。這種行為在情侶之間廣泛的流傳，據說只要鎖上掛鎖，把鑰匙丟入河裡，這樣情侶就可以永遠在一起。這也是大量觀光客帶來的負面影響。

## 外部連結
- Independent study of Ponte Vecchio with Pictures （页面存档备份，存于）
- Structurae数据库中Ponte Vecchio的数据
- Ponte Vecchio, Florence
- Ponte Vecchio Overview （页面存档备份，存于）
- Virtual Tour of Ponte Vecchio （页面存档备份，存于）